# Награда Еми за најбољег главног глумца у хумористичкој серији
Награда Еми за најбољег главног глумца у хумористичкој серији је награда Еми која се додељује од 1949. године најбољим главним глумцима у хумористичким серијама.

### 1980-е
1980.
- Ричард Малиган - Сапуница

1981.
- Џад Херш - Такси

1982.
- Алан Олда - M*A*S*H

1983.
- Џад Херш - Такси

1984.
- Џон Ритер - Three's Company

1985.
- Роберт Гилам - Бенсон

1986.
- Мајкл Џеј Фокс - Породичне везе

1987.
- Мајкл Џеј Фокс - Породичне везе

1988.
- Мајкл Џеј Фокс - Породичне везе

1989.
- Роберт Малиган - Празно гнездо]

### 1990-е
1990.
- Тед Дансон - Кафић Уздравље

1991.
- Берт Рејнолдс - Ивнинг Шејд

1992.
- Крејг Т. Нелсон - Тренер

1993.
- Тед Дансон - Кафић Уздравље

1994.
- Келси Грамер - Фрејжер

1995.
- Келси Грамер - Фрејжер

1996.
- Џон Литгоу - Трећи камен од Сунца

1997.
- Џон Литгоу - Трећи камен од Сунца

1998.
- Келси Грамер - Фрејжер

1999.
- Џон Литгоу - Трећи камен од Сунца]

### 2000-е
2000.
- Мајкл Џеј Фокс - Сви градоначелникови људи
- Келси Грамер - Фрејжер
- Џон Литгоу - Трећи камен од Сунца
- Ерик Макормак - Вил и Грејс
- Реј Романо - Сви воле Рејмонда

2001.
- Ерик Макормак - Вил и Грејс
- Келси Грамер - Фрејжер
- Џон Литгоу - Трећи камен од Сунца
- Френки Муниз - Малколм у средини
- Реј Романо - Сви воле Рејмонда

2002.
- Реј Романо - Сви воле Рејмонда
- Келси Грамер - Фрејжер
- Мет Лебланк - Пријатељи
- Барни Мак - Шоу Барнија Мака
- Метју Пери - Пријатељи

2003.
- Тони Шалуб - Манк
- Лари Дејвид - Без одушевљења, молим
- Мет Лебланк - Пријатељи
- Барни Мак - Шоу Барнија Мака
- Ерик Макормак - Вил и Грејс
- Реј Романо - Сви воле Рејмонда

2004.
- Келси Грамер - Фрејжер
- Лари Дејвид - Без одушевљења, молим
- Мет Лебланк - Пријатељи
- Џон Ритер - Осам једноставних правила
- Тони Шалуб - Манк

2005.
- Тони Шалуб - Манк
- Џејсон Бејтман - Ометени у развоју
- Зак Браф - Стажисти
- Ерик Макормак - Вил и Грејс
- Реј Романо - Сви воле Рејмонда

2006.
- Тони Шалуб - Манк
- Стив Карел - У канцеларији
- Лари Дејвид - Без одушевљења, молим
- Кевин Џејмс - Краљ Квинса
- Чарли Шин - Два и по мушкарца

2007.
- Рики Џервејс - Статисти
- Алек Болдвин - Телевизијска посла
- Стив Карел - У канцеларији
- Тони Шалуб - Манк
- Чарли Шин - Два и по мушкарца

2008.
- Алек Болдвин - Телевизијска посла
- Стив Карел - У канцеларији
- Ли Пејс - Додир живота и смрти
- Тони Шалуб - Манк
- Чарли Шин - Два и по мушкарца

2009.
- Алек Болдвин - Телевизијска посла
- Стив Карел - У канцеларији]
- Џемејн Клемент - Новозеланђани у Њујорку
- Џим Парсонс - Штребери
- Тони Шалуб - Манк
- Чарли Шин - Два и по мушкарца

### 2010-е
2010.
- Џим Парсонс - Штребери
- Алек Болдвин - Телевизијска посла
- Стив Карел - У канцеларији
- Лари Дејвид - Без одушевљења, молим
- Метју Морисон - Гли
- Тони Шалуб - Манк

2011.
- Џим Парсонс - Штребери
- Алек Болдвин - Телевизијска посла
- Стив Карел - У канцеларији
- Луј Си Кеј - Луи
- Џони Галеки - Штребери
- Мет Лебланк - Епизоде

2012.
- Џон Крајер - Два и по мушкарца
- Алек Болдвин - Телевизијска посла
- Луј Си Кеј - Луи
- Дон Чидл - Фабрика лажи
- Лари Дејвид - Без одушевљења, молим
- Џим Парсонс - Штребери

2013.
- Џим Парсонс - Штребери
- Алек Болдвин - Телевизијска посла
- Џејсон Бејтман - Ометени у развоју
- Луј Си Кеј - Луи
- Дон Чидл - Фабрика лажи
- Мет Лебланк - Епизоде

2014.
- Џим Парсонс - Штребери
- Луј Си Кеј - Луи
- Дон Чидл - Фабрика лажи
- Рики Џервејс - Дерек
- Мет Лебланк - Епизоде
- Вилијам Х. Мејси - Бесрамници

2015.
- Џефри Тамбор - Транспарент
- Ентони Андерсон - Црнкасти
- Луј Си Кеј - Луи
- Дон Чидл - Фабрика лажи
- Вил Форте - Последњи човек на Земљи
- Мет Лебланк - Епизоде
- Вилијам Х. Мејси - Бесрамници

2016.
- Џефри Тамбор - Транспарент
- Ентони Андерсон - Црнкасти
- Томас Мидлдич - Силицијумска долина
- Вил Форте - Последњи човек на Земљи
- Азис Ансари - Мајстор ниједног заната
- Вилијам Х. Мејси - Бесрамници

2017.
- Доналд Главер- Атланта
- Ентони Андерсон - Црнкасти
- Азис Ансари - Мајстор ниједног заната
- Зак Галифанакис - Баскетови
- Вилијам Х. Мејси - Бесрамници
- Џефри Тамбор - Транспарент

2018.
- Бил Хејдер - Бари
- Ентони Андерсон - Црнкасти
- Тед Денсон - Добро место
- Лари Дејвид - Без одушевљена, молим
- Доналд Главер - Атланта
- Вилијам Х. Мејси - Бесрамници

2019.
- Бил Хејдер- Бари
- Ентони Андерсон - Црнкасти
- Дон Чидл - Црни понедељак
- Тед Денсон - Добро место
- Мајкл Даглас - Комински метод
- Јуџин Ливи - Добродошли у Шитс Крик

### 2020-е
2020.
- Јуџин Ливи - Добродошли у Шитс Крик
- Ентони Андерсон - Црнакасти
- Дон Чидл - Црни понедељак
- Тед Денсон - Добро место
- Мајкл Даглас - Комински метод
- Рами Јусеф - Рами

2021.
- Џејсон Судејкис - Тед Ласо
- Ентони Андерсон - Црнкасти
- Мајкл Даглас - Комински метод
- Вилијам Х. Мејси - Бесрамници
- Кенан Томпсон - Кенан

2022.
- Џејсон Судејкис - Тед Ласо
- Доналд Главер - Атланта
- Бил Хејдер - Бари
- Николас Хоулт - Велика
- Стив Мартин - Само убиства у згради
- Мартин Шорт - Само убиства у згради

2023.
- Џереми Ален Вајт - Медвед
- Бил Хејдер - Бари
- Џејсон Сигел - Терапија
- Мартин Шорт - Само убиства у згради
- Џејсон Судејкис - Тед Ласо